# هيكتور عباد غوميز
هيكتور عباد غوميز (بالإسبانية: Héctor Abad Gómez)‏ هو صحفي وكاتب كولومبي، ولد في 1921 في Jericó, Antioquia ‏ في كولومبيا، وتوفي في 25 أغسطس 1977 في ميديلين في كولومبيا.